# 烛光鱼
烛光鱼（学名：Polyipnus spinosus），又名大棘燭光魚、斧魚、海洋斧魚、銀斧、丰年狗母，为輻鰭魚綱褶胸鱼科烛光鱼属的鱼类。分布于大西洋、印度洋和太平洋、夏威夷群岛、印度尼西亚、非洲西岸以及南海等海域，垂直分布约500米以内。该物种的模式产地在菲律宾和加里曼丹之间。
烛光鱼的体长可达8.5公分，在0-500公尺深之海域生活。它的腹部和腹侧有多行发光器，如一排排蜡烛。